# Caoba
|  | Aquest article tracta sobre la fusta. Vegeu-ne altres significats a «Caoba (desambiguació)». |

La caoba és la fusta de dues espècies d'arbres de la zona intertropical (caoba de les Índies occidentals) i (caobo), de la família de les meliàcies i la seva principal característica és el seu color que va del vermell fosc, vi negre i amb tons més clars segons la varietat, fins al rosat. Hi ha altres fustes procedents d'Àfrica tropical i Madagascar que solen anomenar-se caobes africanes, dels gèneres botànics Khaya i Entandrophragma de la família de les meliàcies, com la samanguila i el sapel·li sense ser-ho realment.
Les caobes constitueixen el millor exemple de fustes fines, molt apreciades en fusteria per ser fàcils de treballar alhora que resistents als paràsits (tèrmits, corc, etc.), així com pel seu aspecte. A més del seu pes en ser una fusta que resisteix bé la humitat i d'alta densitat va ser usada en uns altres temps en les quilles dels vaixells en augmentar l'estabilitat nàutica per aportar més llast a les quilles que altres fustes més lleugeres. També s'utilitza per a la construcció de guitarres i altres instruments de corda premuda com mandolines, etc., ja que a causa de la seva densitat i la seva resistència a la tracció és adequada per al masteler i, per les seves qualitats tímbriques, per als cèrcols i fons. El 95% de les guitarres d'alta qualitat són de caoba, encara que en les guitarres clàssiques o espanyoles i altres cordòfons de primera qualitat fa dècades que va caure en desús en favor d'altres fustes, del gènere Dalbergia, per al cos i, cedre espanyol o d'Hondures, per al masteler. També és usada per fer els cascos d'instruments de percussió com redoblants i tambors de bateria.

## Regulacions comercials
El comerç d'algunes varietats de caoba està regulat pel CITIS (Conveni sobre el Comerç Internacional d'Espècies de Fauna i Flora Salvatge Amenaçades) de compliment voluntari, ja que la tala indiscriminada fa que es perdin progressivament les selves humides, encara que, més que en aquesta zona, l'hàbitat de la caoba és el de sabana. Els signants, que són la major part dels països del món, prohibeixen la importació d'aquesta fusta. No obstant això se segueix important caoba, de vegades il·legalment, perquè és molt apreciada
No obstant això, la capacitat de producció de fusta de caoba a la zona intertropical és enorme, especialment a la zona dels plans de Colòmbia, Veneçuela, Brasil i en altres països americans, així com en altres continents. Això es deu a la facilitat de reforestació d'àmplies zones: un caobo produeix milers de llavors i amb poques cures i sense reg podrien desenvolupar-se extensos boscos: el parc dels Caobos, a Caracas, conté uns exemplars de gran grandària d'uns 70 anys, que simplement es van sembrar i mai van necessitar cures especials. El que succeeix és que se solen talar els arbres de caoba i s'espera que després es realitzi una generació "espontània" de noves plantes. És lògic pensar que si es tala un caobo en un lloc, se sembri, almenys, un altre en el mateix o en un altre lloc. No obstant això, no poden usar-se els rius per al transport de troncs (a no ser carregant-los en embarcacions), ja que la caoba és una fusta molt pesada i s'enfonsa en l'aigua. Però, de què serviria desenvolupar aquests extensos boscos si en uns 90 anys la caoba es convertiria en la fusta més barata del mercat internacional?. Com s'assenyala en l'article sobre la zona intertropical, el problema econòmic d'aquesta zona és el fantasma de la superproducció. No obstant això, diverses organitzacions mediambientals, com Greenpeace o Amics de la Terra han fet campanyes per denunciar el tràfic il·legal i per endurir les normatives sobre aquest tema, alguna cosa probablement innecessari o equivocat perquè no és aquest el veritable problema. La sembra d'eucaliptus en moltes àrees on poden créixer caobos, sí que seria una veritable amenaça, ja que l'eucaliptus és una planta molt més agressiva ecològicament parlant que el caobo: si es reforesten amb caobos i eucaliptus algunes àrees dels Plans, al cap del temps només trobarem eucaliptus. És a Austràlia, sobretot al nord del país-continent, on es podria fer aquesta operació a l'inrevés: tractar de substituir els eucaliptus per caobos, amb les cures necessàries perquè això sigui reeixit.